# Grzechotnik teksaski
Grzechotnik teksaski (Crotalus atrox) – północnoamerykański gatunek jadowitego węża z podrodziny grzechotnikowatych (Crotalinae) w obrębie rodziny żmijowatych (Viperidae).
Duży (do 2,2 m długości), masywny, jest najniebezpieczniejszym grzechotnikiem Ameryki Północnej. Zamieszkuje południe USA oraz północną i środkową część Meksyku. Poluje przede wszystkim na małe ssaki i ptaki, ale ze względu na toksyczność jadu jego ugryzienie może być śmiertelne nawet dla człowieka – co roku notuje się w USA kilka śmiertelnych przypadków, aczkolwiek istnieje skuteczne antidotum w pełni zabezpieczające przed skutkami pokąsania.
Grzechotka na końcu ogona to narząd ostrzegawczy. Węże przed pierwszą wylinką jej nie mają, u dorosłych składa się z ok. 10 pustych komór, które szeleszczą trąc o siebie. Po każdej nowej wylince przybywa jedna komora grzechotki. Wąż ten ma najgłośniejszą grzechotkę ze wszystkich grzechotników.  Czasami cała grzechotka może się oderwać i zaczyna rosnąć od nowa. Dużą grzechotkę słychać z kilkudziesięciu metrów. Przy grzechotce występują czarno-białe paski.
Niektórzy nazywają go najgroźniejszym wężem północnoamerykańskim. Zajmuje pierwsze miejsce w statystyce, jeśli chodzi zarówno o osoby pokąsane, jak i wypadki śmiertelne. Zaraz po grzechotniku diamentowym jest największym jadowitym wężem Ameryki Północnej.
Ponieważ ma on poza człowiekiem tylko nielicznych wrogów, jest liczny na całym swoim rozległym obszarze występowania.